# Hude (sura)
Hude (em árabe: هود; romaniz.: Hud) é a décima-primeira sura do Alcorão e tem 123 ayats. É classificada como uma sura Makkan.